# So Phim
So Phim (* um 1925; † 3. Juni 1978 in Prek Pra), geboren als So Vanna, auch bekannt als Sos Sar Yan und Ta Phim, war ein kambodschanischer Politiker und militärischer Führer der Roten Khmer.
Er war ständiges Mitglied des Zentralkomitees der Kommunistischen Partei Kampucheas, Erster Vizepräsident des Staatspräsidiums und Sekretär (Regierungschef) des Komitees der Östlichen Zone des Demokratischen Kampuchea. Bei der Säuberungswelle der Roten Khmer in der Östlichen Zone im Jahr 1978 wurde er bei einem Versuch, Kontakt mit der Führung in Phnom Penh aufzunehmen, angegriffen und schwer verletzt. In aussichtsloser Lage, nahm er sich das Leben.

## Biographie
So Phim wurde um 1925 im Osten Kambodschas geboren. Er begann seine militärische Karriere in der französischen Armee, bevor er Ende der 1940er Jahre zu einem Funktionär der Unabhängigkeitsbewegung Khmer Issarak wurde. Er war auch Mitglied der 1945 aufgelösten, von Vietnam dominierten Indochinesischen Kommunistischen Partei.
Im August 1951 gehörte er zu den fünf Gründungsmitgliedern der Revolutionären Volkspartei von Kampuchea (PRPK), die sich 1960 in Workers Party of Kampuchea (WPK) und 1971 in Kommunistische Partei Kampucheas (CPK) umbenannte.
1954, als das Genfer Abkommen den Ersten Indochinakrieg beendete, kehrte er nach einem kurzen Aufenthalt in Hanoi nach Kambodscha zurück und wurde eines der vier Mitglieder des provisorischen Komitees, das die Partei leiten sollte. Da die PRPK von Norodom Sihanouks Polizei und durch den Verrat ihrer eigenen Führer bedroht wurde, flüchtete Phim mit einigen Anhängern nach Phnom Penh, wo sie als Schreiner arbeiten konnten.
1960 wurde Phim zum kandidierenden Mitglied des Zentralkomitees der WPK gewählt, drei Jahre später zum ständigen Mitglied, womit er in der Parteihierarchie an vierter oder fünfter Stelle stand. Das fünfköpfige Zentralkomitee wurde von antivietnamesischen Intellektuellen dominiert, an ihrer Spitze Pol Pot. So Phim war der einzige mit bäuerlicher Herkunft.
Von 1954 bis zu seinem Tod im Jahr 1978 war er Sekretär des Komitees (der Regierung) der Östlichen Zone des Demokratischen Kampuchea.
So Phim wird als „ein stämmiger Mann von etwa 1,80 m Körpergröße, mit rundem Gesicht, dunkler Haut und steifem schwarzem Haar“ beschrieben. Er galt als unhöflich und bedrohte seine Genossen bei einem Wutanfall mit seiner Pistole. Er scheint dennoch von seinen Männern geliebt worden zu sein und hatte in der Partei den möglicherweise ungerechtfertigten Ruf, gemäßigt zu sein. Phim hatte eine hartnäckige Hautkrankheit und wurde von Mai bis August 1976 in China behandelt.
In seiner Zone, besonders in der Provinz Kampong Cham, wurden die muslimischen Cham brutal unterdrückt, die sich geweigert hatten, die von den Roten Khmer aufgestellten Regeln zu befolgen.

## Innerparteiliche Spannungen
Bei den Roten Khmer gab es von Beginn weg eine Animosität zwischen intellektuellen (städtischen) und bäuerlichen (ländlichen) Kadern, Erstere eher antivietnamesisch, Letztere eher provietnamesisch. Während Nordvietnam beim Kampf der Roten Khmer gegen das prowestliche Regime der Republik Khmer von Lon Nol noch deren engster Verbündeter gewesen war, begann nach ihrer Machtübernahme die historische antivietnamesische Rivalität der städtischen Linie Oberhand zu gewinnen. Die Kluft zu den ländlichen, provietnamesischen Kadern wie So Phim und Heng Samrin vertiefte sich. Pol Pot wandte sich von Vietnam und der Sowjetunion ab und verstärkt China zu. Sein Hass gegen Vietnam nährte sich aus der Überzeugung, dass das Territorium in Kampuchea Krom (Mekong-Delta) und der Vinh-Te-Kanal von „monarchistischen und feudalen Behörden“ und den französischen Kolonisatoren in gesetzwidriger Weise Vietnam überlassen worden seien und „heimgeholt“ werden müssten. Eine aus der Jugend stammende Kränkung in Saigon, als die Khmer dort wegen ihrer dunkleren Haut „dunkle Affen aus den Bergen“ genannt wurden, dürfte ebenfalls eine Rolle gespielt haben. Gebietsansprüche hatte das Regime auch gegenüber den anderen beiden Nachbarn, Laos und Thailand (Surin, Buri Ram und Si Sa Ket), und überhaupt auf alle Gebiete, wo Steine mit der Inschrift „Khom“ zu finden waren oder Zuckerpalmen wuchsen.

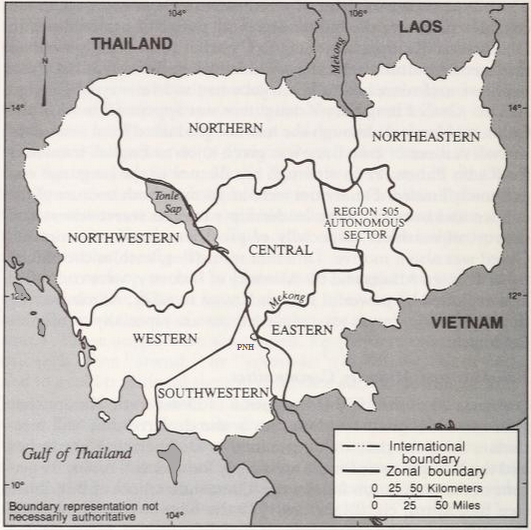
Verwaltungszonen des Demokratischen Kampuchea

Die Truppen der einzelnen von den Roten Khmer eingerichteten sieben Zonen waren relativ autonom, teils sogar mit unterschiedlichen Uniformen ausgerüstet. Im Juli 1975 versuchte die Zentrale, die Truppen durch eine Reorganisation unter ihre Kontrolle zu bringen, mit mäßigem Erfolg. Die Zonen wurden darauf de facto von den Truppen der Zentralen Zone und der ihr ergebenen Südwestlichen Zone besetzt, die mit Ta Mok von einem strikt antivietnamesischen Roten Khmer geführt wurde. Am meisten Widerstand gegen die Zentrale gab es in der Östlichen Zone. Aus ihr gab es bereits kurz nach der Machtübernahme der Roten Khmer, im September 1975, einen allerdings erfolglosen Versuch zu einem Staatsstreich, an dem So Phim möglicherweise beteiligt war.
Anfang 1977 führte das Zentrum eine neue Kommandostruktur in der Östlichen Zone ein. Die südlichen Zwillingsregionen der Zone wurden nach der Besetzung durch Truppen der Südwestlichen Zone nun vom stellvertretenden Sekretär Seng Hong (alias Chan) geführt, einem eingeschworenen Irredentisten, der sogar Prey Nokor (Ho Chi Minh City) „heimholen“ wollte. Das Zentrum führte zwei neue Fronten ein, die Highway-1-Front mit Son Sen, Verteidigungsminister und Oberkommandierender der nationalen Armee, als Kommandeur und die Highway-7-Front. Das Kommando für diese wurde zwar So Phim übergeben, aber ihm wurde mit Ke Pauk, dem Sekretär der Zentralen Zone, ein linientreuer Roter Khmer als Stellvertreter beigestellt. Die Östliche Zone war nun wie die anderen außer der Südwestlichen wesentlich von fremden Truppen besetzt. Der Druck auf So Phim nahm zu.

## Attacken gegen Vietnam
Die Angriffe auf Vietnam begannen im Frühling 1977, nach Grenzzwischenfällen mit Thailand und Laos bereits zu Jahresanfang. Gerechtfertigt wurden sie vom Regime mit angeblichen Annexionsplänen Vietnams. Vietnam bezeichneten die Roten Khmer nun als Aggressor und Feind des Demokratischen Kampuchea.
Am 15. bis 18. und 25. bis 28. März 1977 überfielen Truppen des Demokratischen Kampuchea die vietnamesischen Provinzen Kiên Giang und An Giang. Starke kambodschanische Kräfte überfielen zwischen dem 30. April und dem 19. Mai vietnamesische Grenzposten und Grenzdörfer, töteten 222 Zivilisten und beschossen die Provinzhauptstadt am 17. Mai. Kurz vor Mitte 1977 attackierten Truppen des Demokratischen Kampuchea vietnamesische Dörfer entlang der Grenze und töteten im Dorf Prey Tameang 200 Zivilisten, darunter auch ethnische Khmer.
Vietnam schreckte vorerst davor zurück, militärisch zurückzuschlagen. Hanoi konnte sich nicht vorstellen, mit dem früheren engen Verbündeten, der immer noch „Bruder“ genannt wurde, einen Krieg zu führen, und machte mehrmals erfolglos Vorschläge, die Auseinandersetzung auf friedlichem Wege zu beenden.
Im März 1977 erhielt das Spezialregiment der Region 21 unter dem Kommando Hun Sens laut diesem den Befehl, das vietnamesische Dorf Or Lu in der Provinz Loc Ninh anzugreifen. Der Befehl kam offensichtlich von Seng Hong und Kev Samnang, dem militärischen Befehlshaber der Östlichen Zone. Der Politkommissar des Spezialregiments, Sok Sat, und sein Stellvertreter Chum Sei widersetzten sich dem Befehl. Als Hun Sen feststellen musste, dass auch 20 seiner Kameraden getötet worden waren, entschied er sich, den Angriff nicht durchzuführen.

## Säuberungen in der Östlichen Zone 1977
Darauf begann die großangelegte Säuberung in der Östlichen Zone mit äußerster Brutalität. Im April 1977 wurde als erstes das 75. Bataillon des Regiments entwaffnet. Innerhalb zweier Wochen verhafteten Sicherheitskräfte der CPK 100 Offiziere und Soldaten der Truppen der Östlichen Zone. Dann wurden auch das 35., 55. und 59. Bataillon entwaffnet. Bis Juni wurden, laut Hun Sen, 200 militärische Kader der Region 21 getötet, einschließlich der Politkommissare Sok Sat und Chum Sei.
Die Säuberung erfasste auch politische Kader der Region 21. Viele wurden ins zentrale Gefängnis S-21 (Tuol Sleng) in Phnom Penh gebracht, wo von ihnen unter Folter Geständnisse über weitere „Verräter“ erpresst wurden. Hunderte Kader wurden getötet, Tausende verhaftet. Viele flohen nach Vietnam. Bis Oktober 1977 gab es 60.000 kambodschanische Flüchtlinge in Vietnam. Anfang Juli 1977 flohen sechs militärische Kommandeure der Östlichen Zone in der Nähe von Memut nach Vietnam, etwas weiter südlich Sin Song und zwei weitere Überläufer, darunter auch der damals 25-jährige Hun Sen.

## Massaker von Tây Ninh
In der Nacht vom 24. September 1977 fielen Einheiten der 3. Division der Östlichen Zone unter dem Kommando von Son Sen in die Provinz Tây Ninh ein und massakrierten nahezu 300 Zivilisten in fünf Dörfern der Distrikte Tan Bien und Ben Cau. Viele der Opfer waren ethnische Khmer oder Vietnamesen, die aus Kambodscha geflüchtet waren. Die Vietnamesen eroberten die Distrikte in einer Woche zurück. Zur gleichen Zeit fand ein triumphaler Besuch Pol Pots in China statt. In einer mehrstündigen Radioansprache verkündete er, dass Angka die CPK und er der Führer der Partei sei. Am 5. Oktober 1977 unterschrieb das chinesische Verteidigungsministerium ein Abkommen für eine umfassende Waffenlieferung an das Demokratische Kampuchea.
Das Tây-Ninh-Massaker beendete Vietnams Zurückhaltung und die Hoffnung auf eine Verständigung mit dem früheren Verbündeten. Erste Vergeltungsmaßnahmen folgten im Oktober 1977. Vietnam bereitete sich nun auf eine großangelegte Vergeltungsoperation vor und unternahm zunächst einige Aufklärungsmissionen. Am 22. Dezember 1977 drangen zwei Panzer in der Absicht, So Phim zu kontaktieren, in die Stadt Kandol Chrum ein, mussten aber unverrichteter Dinge zurückkehren. Hun Sen, Heng Samrin und acht weitere kambodschanische Überläufer begleiteten die Vietnamesen bei ihren Aufklärungsmissionen.
Trotz seiner provietnamesischen Haltung zeigte sich So Phim weiterhin loyal zur Partei und zu Pol Pot. Er protestierte nicht gegen die Attacken und gab sogar selbst Befehle zum Angriff. Aber nach der Rückeroberung von Tây Ninh durch die Vietnamesen wurden Phim und Heng Samrin vom Zentrum beschuldigt, gemeinsame Sache mit Vietnam gemacht zu haben, was schließlich zum Coup gegen Phim im Mai 1978 führte.

## Vergeltungsmaßnahmen Vietnams
Am 31. Dezember 1977 drangen erneut vietnamesische Panzer und Infanterie in Kambodscha ein. Die Truppen der Östlichen und der Zentralen Zone zogen sich sofort ungeordnet gegen Westen zurück. Gleichentags brach das Demokratische Kampuchea die diplomatischen Beziehungen mit Vietnam ab. Kurz darauf rief Pol Pot zum Krieg gegen Vietnam auf und ordnete den Aufmarsch von bis zu 60 % der kambodschanischen Truppen an.
Am 6. Januar 1978 kehrten die vietnamesischen Truppen nach Vietnam zurück. Über 100.000 Kambodschaner benutzten die Gelegenheit, mit ihnen zu flüchten. Einer davon war Heng Samrins Bruder Heng Samkai, Vorsitzender der Kuriere der Östlichen Zone. Er erreichte die Grenze im Januar 1978 und wurde mit einem Helikopter nach Ho Chi Minh Stadt gebracht, wo er sich mit anderen kambodschanischen Überläufern vereinigte.

## Coup und Aufstand in der Östlichen Zone im Mai 1978
Kurz darauf organisierte Pol Pot eine öffentliche Versammlung im Wat Taung im Distrikt Suong der Östlichen Zone. Präsent waren auch Son Sen, So Phim, Ke Pauk und Heng Samrin. Während Pol Pot zum Krieg gegen den „Erbfeind“ Vietnam aufrief, sprach Radio Phnom Penh von einer „Verräterclique“ in der Zone, die Hanoi unterstütze. Pol Pot hegte nun einen Generalverdacht gegen sämtliche Kader der Östlichen Zone, sich mit Vietnam verbündet zu haben, und setzte die Östliche Zone und deren 1,5 Mio. Bewohner mit Vietnam und den vietnamesischen Feinden gleich. Sie seien „in Gestalt Khmer, im Kopf aber Vietnamesen“.
Am 5. Februar 1978 schlug Hanoi eine Vereinbarung zur Beendigung der Grenzkonflikte vor, die Verhandlungen und einen Rückzug der Truppen beider Seiten um fünf Kilometer von der Grenze mit internationaler Überwachung vorsah. Das Regime des Demokratischen Kampuchea verweigerte sogar die Entgegennahme des Vorschlags und bereitete sich vielmehr auf eine Intensivierung des Krieges vor, indem die Bevölkerung aus besonders gefährdeten Gebieten umgesiedelt wurde. Hanoi seinerseits entschied Ende Februar, gegen das Regime des Demokratischen Kampuchea militärisch vorzugehen und es zu stürzen. Der Entscheid machte die Östliche Zone endgültig zum Zentrum des innerkambodschanischen Aufstands gegen das Regime der Roten Khmer.
Am 14. März 1978 fielen Truppen des Demokratischen Kampuchea in die vietnamesische Provinz Hà Tiên ein und töteten bis zu hundert Bewohner, darunter auch khmerstämmige. Bis Juni 1978 waren rund 750.000 Vietnamesen aus dem Grenzgebiet ins Innere des Landes geflüchtet.
Ende März 1978 sandte Pol Pot den stellvertretenden Premier- und Wirtschaftsminister Vorn Vet in die Östliche Zone, um So Phim, der krank war, in ein Spital in Phnom Penh zu bringen. Phim ahnte, dass gegen ihn vorgegangen werden sollte, ging nach einigem Zögern aber doch mit. Nach dem Spitalaufenthalt begab er sich mit Ros Nhim, Sekretär der Nordwestlichen Zone, zu dessen Wohnort. Nach seiner Rückkehr, obwohl nicht komplett genesen, nach Tuol Preap in der Östlichen Zone im April musste er feststellen, dass sie von der Zentrale vernichtend attackiert worden war. Bis zum 19. April 1978 waren 409 Kader der Östlichen Zone in Tuol Sleng, weit mehr als aus jeder anderen Zone.
Im Mai 1978 rief Ke Pauk die Kommandeure und Politkommissare der drei Divisionen der Östlichen Zone zu Meetings in sein Hauptquartier in Sra. Bei ihrer Ankunft wurden sie entwaffnet und verhaftet, viele auf der Stelle hingerichtet. 92 der wichtigsten Kader wurden der Zentrale zur Aburteilung übergeben. Heng Samrin entging der Säuberung, weil ihn Phim ins militärische Hauptquartier der Zone, Prey Veng, geschickt hatte. Von dort konnte er verschiedene Bataillons kommandieren.
Pauk befahl nun auch Phim zu einem Meeting. Dieser, noch immer krank und sich nicht über das ganze Ausmaß der Säuberung bewusst, wunderte sich, dass der Stellvertreter seinen Vorgesetzten zu einem Meeting befahl. Er schickte stattdessen einen seiner Leibwächter, Mey, zu Pauk. Dieser wurde umgehend verhaftet und exekutiert. Pauk befahl Phim nochmals zum Meeting, dieser schickte einen weiteren Leibwächter, mit dem gleich verfahren wurde. Nach einem dritten Befehl sandte Phim seinen Neffen Chhoreun zu Pauk, um sich über das Verbleiben der Leibwächter zu erkundigen. Auch dieser wurde getötet. Schließlich sandte Phim seinen Bürochef Piem zu Pauk, um ihn dort zu vertreten. Pauk verhaftete ihn und sandte ihn nach Tuol Sleng. Erst nachdem Piem nicht zurückgekehrt war, wurde Phim bewusst, dass Pauk gegen ihn putschte. Am 24. Mai 1978 traf Phim sich mit dem stellvertretenden Stabschef Pol Saroeun, der die Munitionsfabrik im Distrikt Koh Sautin führte. Phim befahl ihm, loyale Truppenführer zusammenzurufen, warnte ihn aber gleichzeitig, mit Vietnam zusammenzuarbeiten. Er befahl ihm jedoch nicht, Pauks Truppen anzugreifen. Anderntags schlug Pauk zu. Zwei Divisionen der Zentralen Zone überquerten den Mekong, wo sie auf spontanen Widerstand von Osttruppen im Umfang eines Regiments stießen. Es folgte ein Kampf der ungleichen Kräfte während dreier Tage und Nächte.
Phim bat Heng Samrin um Entsetzung aus Tuol Preap, und dieser holte ihn zurück nach Prey Veng. Er lud die verbliebenen Kommandeure zu einem Treffen. Rund 20 Kommandeure und politische Führer versammelten sich. Phim war im Gegensatz zu Samrin noch immer unentschlossen und glaubte nicht, dass Pol Pot hinter dem Coup steckte, sondern Son Sen, der Pol Pot als Führer ablösen wolle. Er war jedoch einverstanden, Pauk anzugreifen, dafür brauche es aber die Unterstützung der vietnamesischen Freunde. Die meisten anderen Kommandeure wollten dagegen sofort zurückschlagen. Phim setzte schließlich einen persönlich mutigen, politisch aber schwachen Kompromiss durch: Er gehe nach Phnom Penh, um die Situation zu erkunden. Wenn er innerhalb dreier Tage nicht zurück sei, solle man zurückschlagen. Er ging mit nur sechs Leibwächtern nach Phnom Penh.
Samrin hingegen organisierte umgehend den militärischen Widerstand. Heftige Kämpfe mit Son Sens und Pauks Truppen brachen aus. Erste Erfolge der Truppen Samrins ermutigten die Bewohner der Östlichen Zone, lokale Rebellionen zu lancieren. In Babong versammelte sich eine Menge, forderte Essen und köpfte zwei Rote Khmer der Stadtverwaltung. In Chamcar Kuoy köpften Bauern den Chef der Stadt und vier weitere.

## Versuch zur Einigung mit Pol Pot und Tod
In der Zwischenzeit war So Phim in Arei Khsat, auf der Phnom Penh gegenüberliegenden Seite des Mekong, angelangt. Er sandte einen seiner Leibwächter mit einer Botschaft unbekannten Inhalts zum Büro des militärischen Befehlshabers. Die Botschaft wurde Pol Pot weitergegeben, der Leibwächter kehrte mit leeren Händen zurück. Phim entschied, auf eine Antwort zu warten. Nach einer Stunde kamen zwei Fähren voller Marinesoldaten des Zentrums näher. Phim nahm immer noch an, sie würden ihn in die Hauptstadt eskortieren. Aber die Marinesoldaten entstiegen den Fähren, eröffneten das Feuer und verletzten Phim schwer im Bauch. Er schaffte es, das Büro von Arei Khsat zu erreichen und mit der Pferdekutsche des Chefs des Unterdistrikts in ein Wat in der Nähe von Prek Pra zu flüchten.
Samrin macht sich zusammen mit dem Sekretär der Region 21, Chhien, und dem Leiter der Wirtschaftsabteilung der Östlichen Zone und Onkel von Pol Saroeun, Sarun, nach drei Tagen auf die Suche nach Phim und fand ihn im Wat. Phim begrüßte sie mit „Lebtwohl“. Er sei am Ende, könne nicht mehr, aber sie sollten weiterkämpfen. Er blutete aus dem Bauch und trank Alkohol, um die Schmerzen zu lindern. Seine Frau Kirou und drei Kinder waren zu ihm ins Wat gekommen. Samrin bat ihn mitzukommen, aber Phim beharrte darauf, zu bleiben. Samrin organisierte die Truppen des Distrikts Srei Santhor, 300 Soldaten in drei Kompanien, und Yi Yaun, den Sekretär des Distrikts, mit dem Auftrag, Phim in den Dschungel von Srei Santhor zu bringen.
Samrin verließ das Wat am 31. Mai 1978 um 16.00 Uhr. Er beauftragte die Kommandeure von Prey Veng und andere, einen Plan zur Entsetzung Phims und seine Überführung nach Vietnam vorzubereiten. Aber anderntags wurden sie von feindlichen Truppen angegriffen und erlitten große Verluste. Die Truppen besetzten schließlich Prey Veng. Flugzeuge warfen nun Flugblätter über der Östlichen Zone ab, die besagten, Phim sei ein Verräter und sei, tot oder lebendig, zu erfassen. Einige erreichten auch die Männer des Distrikts Srei Santhor, die Hamrin mit dem Schutze Phims betraut hatte. In Abwesenheit des Distriktschefs Yi Yaun übergaben sie ein Flugblatt dessen Stellvertreter. Dieser, in der Meinung, die Partei oder ihre Luftwaffe könne nicht im Unrecht sein, ordnete die Verhaftung Phims an. Am 3. Juni 1978 kreiste eine Truppe von 300 Männern das Wat ein, und Phim verlor jede Hoffnung. Kurz nach Sonnenuntergang nahm er seine Pistole und schoss sich erst in die Brust, dann in den Mund. Sein Tod beendete eine dreißigjährige revolutionäre Karriere, die mit dem Widerstand gegen das französische Kolonialregime in den 1940er Jahren begonnen hatte. Phims loyale Leibwächter flüchteten in ein nahe gelegenes Dorf und stoben auseinander. Als Phims Frau Kirou und die drei Kinder seinen Leichnam um 21.00 Uhr für die Beerdigung vorbereiten wollten, wurden sie massakriert.
Phim wurde an der Spitze der Östlichen Zone durch Nuon Chea, Bruder Nr. 2 und Stellvertreter Pol Pots, ersetzt, ein enger Freund und jahrelanger Weggefährte Phims, der seinen Untergang dennoch nicht verhindern konnte oder wollte. Ihm war von Gefangenen aus Tuol Sleng zugetragen worden, dass Phim Reis an Vietnam verkauft hatte, ohne dafür die Erlaubnis des Zentrums einzuholen.

## Nachwirkungen
Der Triumph des Zentrums über den populären Phim erreichte sein Ziel jedoch nicht. Nach seinem Tod rebellierten die Bewohner der Region 22 und in Komchay Meas mit großer Wut. Sie hatten seit Langem die Kollektivierung rückgängig und private Landwirtschaft wieder möglich machen wollen. Sie verteilten Ochsenkarren und andere landwirtschaftliche Geräte unter sich auf. Die Rebellion nahm immer größere Ausmaße an und weitete sich auch in die Provinz Kratie, die Sonderregion 505 zwischen Zentraler und Nordöstlicher Zone, aus. Bis Mitte 1978 waren ungefähr 2000 Mann unter dem Kommando der Rebellen. Auch Pauks Stellvertreter Sok floh nach Vietnam und kam als Kämpfer der Rebellen zurück.
Das Regime schlug zurück. Im ersten Halbjahr 1978 wurden 5675 Gefangene nach Tuol Sleng gebracht, verglichen mit 6330 1977. Spontane Hinrichtungen von sich ergebenden Rebellen und der Kollaboration mit ihnen verdächtigten Dorfbewohnern trieben Zehntausende in den Dschungel. Die Zentralen Truppen löschten die 700 Bewohner von So Phims Heimatbasis Bos im Distrikt Ponhea Krek vollkommen aus. In der Region 22 verübten Truppen der Südwestlichen Zone eines der schlimmsten Massaker im Juli/August 1978 in einem Spital im Distrikt Peareang. Am 4. September 1978 wurden 27 Männer, drei Frauen und zwei Kinder des Subdistrikts Don Sor mit Bambusrohren und Äxten zu Tode geprügelt. Eine Woche später ergriffen Sicherheitskräfte der Südwestlichen Zone weitere 930 Personen aus Familien, deren Mitglieder exekutiert worden waren. Zwischen dem 16. und dem 20. September 1978 wurden alle 930 massakriert.
Die Roten Khmer begannen Mitte 1978 mit Evakuierungen der Bewohner der Östlichen Zone, meist in die Nördliche und Nordwestliche Zone. Sie wurden genötigt, einen blauen Schal zu tragen, der sie als Personen aus der Östlichen Zone auswies und sie zu leichten Opfern machte. Kiernan schätzt die Zahl der Massakrierten in der Östlichen Zone im Jahr 1978 aufgrund zahlreicher Interviews auf 100.000 bis 250.000 Personen. Andere Schätzungen, wie auch eine Extrapolation von Katuiti Hondas Daten, belaufen sich auf bis zu 400.000 Opfer. Die Invasion Vietnams im Dezember 1978 unter Mithilfe der Kampuchean United Front for National Salvation und die Ausrufung der Volksrepublik Kampuchea stürzten dann die Regierung der Roten Khmer und machten dem Grauen ein Ende.